# Vladimír Silovský
Vladimír Silovský (11. července 1891, Libáň – 26. dubna 1974, Praha) byl český grafik a výtvarný pedagog.

## Život
Narodil se 11. srpna 1891 v Libáni. Studoval na Umělecké průmyslové škole v Záhřebu 1911–1913, poté na pražské Akademii výtvarných umění u prof. Maxe Švabinského.
Zemřel roku 1974 v Praze. Byl zpopelněn a pohřben na Vinohradském hřbitově.

## Dílo
Byl členem SVU Mánes, Umělecké Besedy a zakládající člen SČUG Hollar. Poslední autorská výstava se uskutečnila v r. 1971 v galerii Hollar v Praze. Ilustroval: Weinerovu knihu Ulice- Boulevard, Povídky A.E. Poe, P. Bezruče, Cyklus Vltava. Věhlas získal i díky své známkové tvorbě. Je znám jako představitel „sociální grafiky“ – Práce v huti, Člověk v davu, Krajina.., Pracoval převážně technikou leptu a suché jehly.